# Filosofía en Paraguay
La filosofía en Paraguay se ha desarrollado en estrecha relación con su historia, desde los antecedentes coloniales hasta la transición democrática, atravesando etapas como la dictadura, la expansión académica y el surgimiento de nuevas corrientes. Su institucionalización comenzó con la colonización española, y continúa hasta la actualidad.

## Antecedentes coloniales
Durante la etapa colonial, la actividad filosófica en Paraguay estuvo ligada estrechamente a las órdenes religiosas, en particular a los jesuitas, dominicos y franciscanos. En las reducciones jesuíticas, fundadas entre los siglos XVII y XVIII, se impartían enseñanzas de lógica, metafísica y ética, siguiendo el modelo escolástico tomista, con base en el pensamiento de Aristóteles y Tomás de Aquino.
Aunque no existe evidencia de una producción filosófica sistemática en el sentido moderno, se ha documentado una transmisión activa del pensamiento occidental clásico y medieval en el marco del modelo educativo colonial. La oralidad y cosmovisión de los pueblos indígenas guaraníes, por su parte, no fue registrada ni valorada desde una perspectiva filosófica en ese periodo.

## SigloXIX
En el siglo XIX, el desarrollo de la filosofía como disciplina autónoma fue prácticamente inexistente. El sistema educativo se concentró en la instrucción básica y en la formación religiosa, sin una institucionalización del pensamiento filosófico.
Durante el gobierno de José Gaspar Rodríguez de Francia (Doctor Francia; 1814–1840), se promovió un estilo de pensamiento racionalista en el ejercicio del poder, influido por ciertas ideas ilustradas, aunque sin constituir una tradición filosófica formal. Las condiciones políticas de aislamiento y control del conocimiento impidieron la creación de espacios institucionales para la filosofía. Posteriormente, la guerra de la Triple Alianza (1864–1870) desmanteló gran parte de las estructuras educativas existentes, retrasando aún más la consolidación de la disciplina.

## SigloXX: dictadura y control ideológico
Durante gran parte del siglo XX, especialmente bajo la dictadura de Alfredo Stroessner (1954–1989), el desarrollo de la filosofía estuvo limitado por el control ideológico del Estado. La enseñanza filosófica fue permitida en contextos institucionales controlados, como los seminarios religiosos o algunas cátedras universitarias, aunque la producción filosófica con orientación crítica o política fue restringida. La filosofía se mantuvo mayormente en el ámbito educativo como disciplina académica sin una expansión sustantiva en la investigación académica o la divulgación.

## Transición democrática y expansión académica
Tras el fin de la dictadura en Paraguay, en 1989, la filosofía comenzó un proceso de expansión institucional. Se fortalecieron las carreras universitarias de filosofía en diversas instituciones de educación superior, tanto públicas como privadas. Se incrementó la participación de docentes con formación en el extranjero, y se promovieron seminarios, publicaciones y proyectos de investigación. Se incorporaron al ámbito académico paraguayo corrientes filosóficas como la fenomenología, el marxismo, el pensamiento latinoamericano y los estudios decoloniales.

## Filosofía contemporánea
En el siglo XXI, la filosofía en Paraguay ha mostrado un crecimiento sostenido en el ámbito académico, con énfasis en la investigación, la formación docente y la producción editorial. La disciplina continúa desarrollándose en torno a líneas como la epistemología, la ética, la filosofía política y la filosofía de la educación. Existen espacios de articulación interdisciplinaria y colaboraciones con centros filosóficos de la región.
Se ha reconocido que la filosofía no siempre recibe la atención que merece en Paraguay.
En 2022, según el docente e investigador paraguayo del Centro de Investigaciones en Filosofía y Ciencias Humanas, Sergio Cáceres Mercado, una nueva generación de filósofos está comenzando a desarrollar un pensamiento propio vinculado a la realidad paraguaya, utilizando los recursos actuales, como el acceso a conferencias virtuales y literatura globalizada, para enriquecer el debate local.

## Publicaciones y revistas especializadas
Las publicaciones académicas vinculadas al área filosófica en Paraguay incluyen:
- Reciffuna (Revista Científica de la Facultad de Filosofía de la Universidad Nacional de Asunción): publicación digital semestral que aborda investigaciones en filosofía, pedagogía y ciencias humanas.[19]

- Tekó Andú: revista del Instituto Superior de Estudios Humanísticos y Filosóficos (ISEHF), centrada en filosofía y humanidades, fundada en 2023 con periodicidad anual.[20]

- Apóstasis: revista digital orientada a la difusión de investigaciones en flosofía crítica, filosofía política y pensamiento contemporáneo.[21]

## Instituciones de filosofía en Paraguay
- Facultad de Filosofía de la Universidad Nacional de Asunción (UNA): fundada en 1948, es una de las principales instituciones de formación filosófica en el país.[22][23]

- Instituto Superior de Estudios Humanísticos y Filosóficos (ISEHF; previamente Centro de Estudios Propedéuticos de la Compañía de Jesús [CEPHSI]): institución dedicada a la formación en filosofía y humanidades, con énfasis en la investigación y la docencia.[24][25]

- Centro de Investigaciones en Filosofía y Ciencias Humanas (CIF): centro dedicado a la investigación y difusión del pensamiento filosófico en Paraguay.[26][27]

- Sociedad Paraguaya de Filosofía (SOPFIL): fundada en 2017, reúne a filósofos y docentes para promover la reflexión filosófica en el país. Organiza eventos, conferencias y actividades de difusión.[28]